# Farhad Mosaffa
 (septembre 2019).
 (janvier 2020).
Si vous disposez d'ouvrages ou d'articles de référence ou si vous connaissez des sites web de qualité traitant du thème abordé ici, merci de compléter l'article en donnant les références utiles à sa vérifiabilité et en les liant à la section « Notes et références ».
Farhad Mosaffa (né le 25 septembre 1990 à Téhéran) est un mannequin iranien domicilié au Canada, élu Mister Iran 2012.

## Biographie
Il est né à Téhéran en Iran, déménage pour Vancouver en Colombie-Britannique.
Farhad fait des études de médecine aux universités McGill et de l'Colombie-Britannique.
Il devient mannequin à l'age de 18 ans, et travaille pour plusieurs agences, notamment Folio.
Farhad Mosaffa a fait ses débuts en tant que mannequin lors de la Fashion Week de Toronto pour Zoran Dubric et des collections Parasucco à Toronto , en Ontario , au Canada, en 2009. Sa carrière démarre alors, ce qui le conduit à signer des contrats de campagne pour des noms tels que H & M, Cassey Rodford et Lipton.